# New London (Connecticut)
New London is een plaats (city) in de Amerikaanse staat Connecticut, en valt bestuurlijk gezien onder New London County.

## Demografie
Bij de volkstelling in 2000 werd het aantal inwoners vastgesteld op 25.671.
In 2006 werd het aantal inwoners door het United States Census Bureau geschat op 25.926, een stijging van 255 (1,0%).

## Geografie
Volgens het United States Census Bureau beslaat de plaats een oppervlakte van 27,8 km², waarvan 14,3 km² land en 13,5 km² water. New London ligt op ongeveer 5 m boven zeeniveau.

## Plaatsen in de nabije omgeving
De onderstaande figuur toont nabijgelegen plaatsen in een straal van 8 km rond New London.

## Geboren in New London
- Mildred Savage (1919-2011), schrijfster
- Glenne Headly (1955-2017), actrice
- Casey Neistat (1981), regisseur en producent
- Cassie (1986), zangeres